# Жана Костуркова
Иванка Пенчова Костуркова е българска художничка – графичка.

## Биография
През 1951 г. завършва специалност графика на Художествената академия в класа на проф. Веселин Стайков. От 1952 г. участва в общи художествени изложби и изложби в чужбина – Берлин, Будапеща, Букурещ, Варшава, Москва, Мексико, Периж.
Работи в областта на графиката и илюстрацията, а тематично творбите ѝ са свързани с българския фолклор, народния бит и пейзажа. Известна е и като автор на екслибриси.
През 1959 г. е удостоена със сребърен медал от Съюза на българските художници.